# Pachycondyla strigulosa
Pachycondyla strigulosa är en myrart som först beskrevs av Carlo Emery 1895.  Pachycondyla strigulosa ingår i släktet Pachycondyla och familjen myror. Inga underarter finns listade i Catalogue of Life.

## Bildgalleri

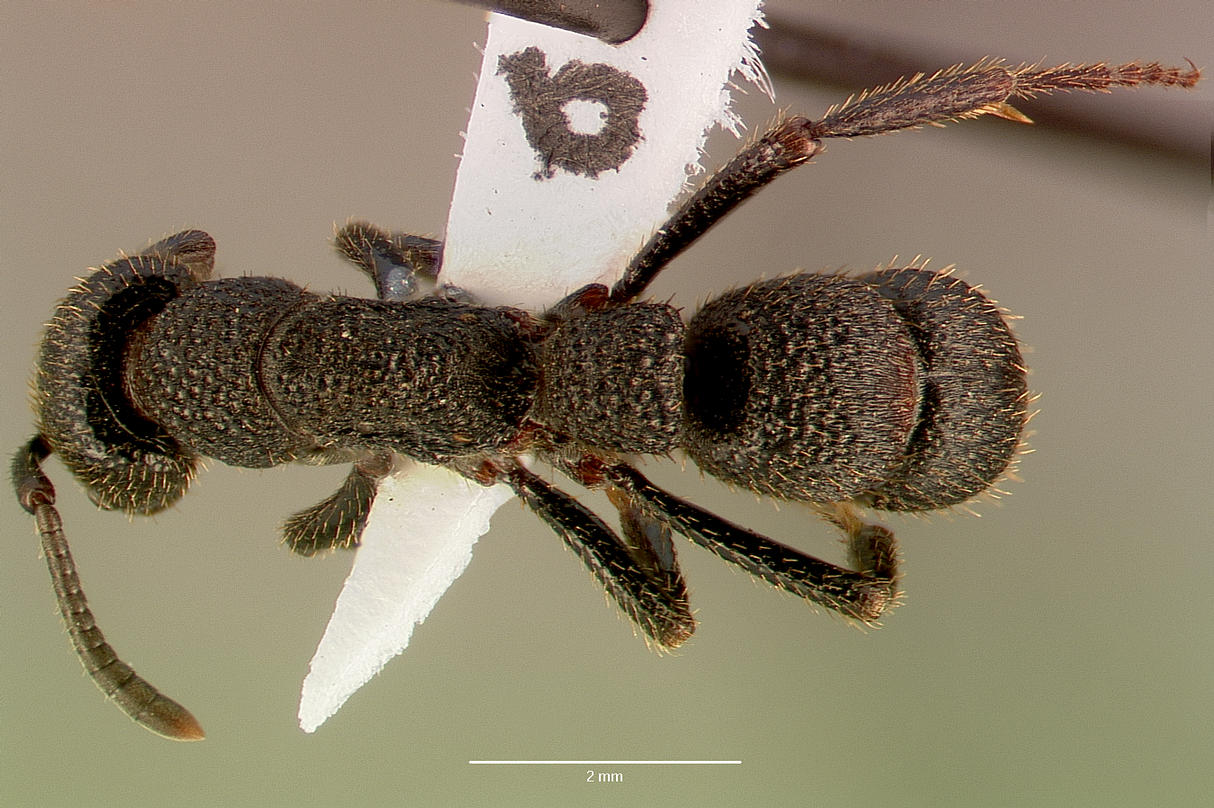
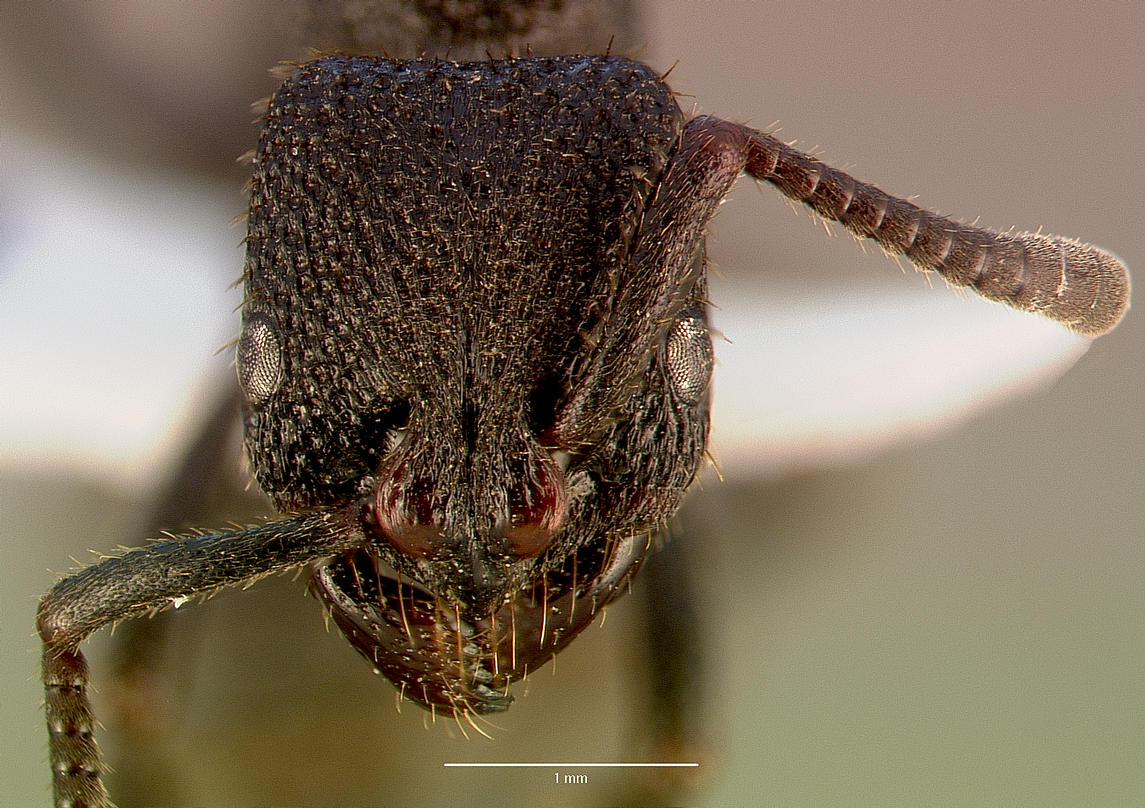
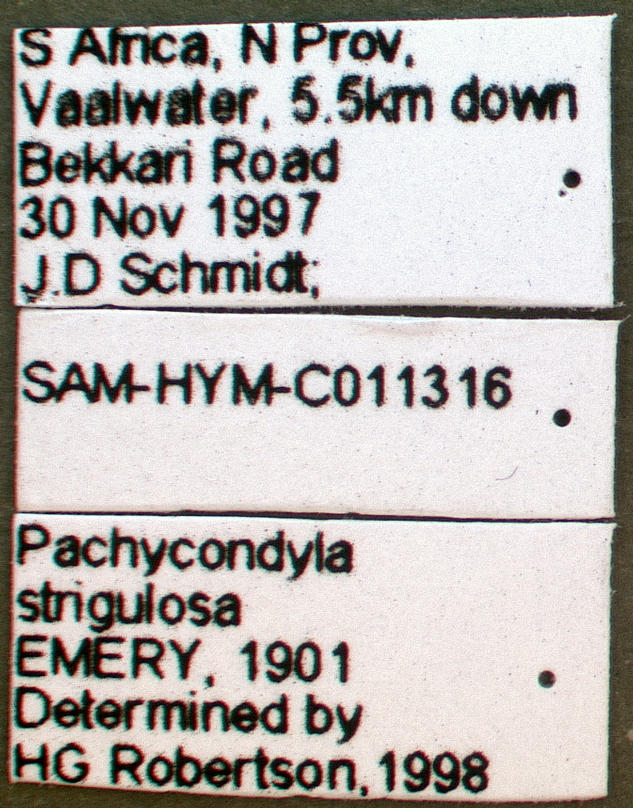
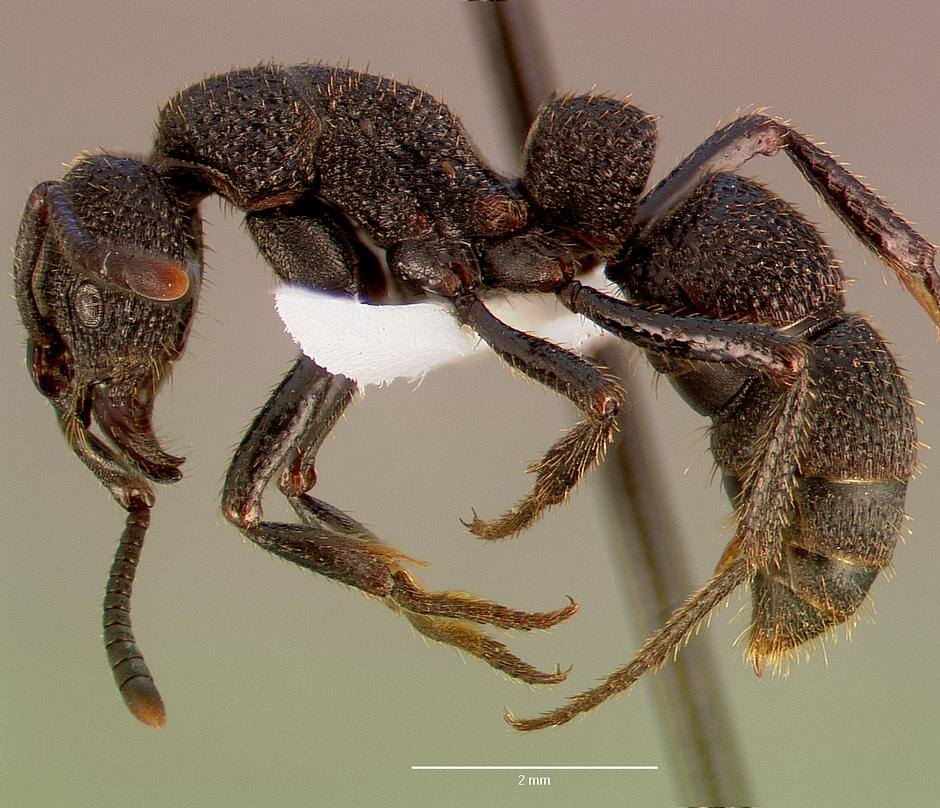